# De Havilland Ghost
de Havilland Ghost, även känd som Halford H-2, var en jetmotor konstruerad av Frank Halford och tillverkad av de Havilland. Det var den första jetmotor som användes i kommersiell passagerartrafik av BOAC. Den har också använts i jaktflygplanen de Havilland Venom och Saab 29 Tunnan.
Arbetet på motorn påbörjades 1943 när de Havilland började projektera passagerarflygplanet Comet. Motorn de Havilland Goblin som byggdes för Gloster Meteor var för svag för ett så stort flygplan, men eftersom det fanns plats för en större motor konstruerade Halford en uppskalad version med nästan dubbelt så mycket dragkraft. Motorn blev färdig 1945, flera år före Comet. Därför planerade man att använda motorn i en förbättrad version av de Havilland Vampire kallad Venom. Även SAAB blev tidigt intresserade av motorn för det projekt som skulle komma att bli J 29 Tunnan.
Trots att Ghost-motorn konstruerades för Comet så blev den bara en interimslösning i väntan på att Rolls-Royce Avon skulle bli tillgänglig.